# Back from the Dead (album d'Obituary)
Pour les articles homonymes, voir Back from the Dead.
Albums de Obituary
World Demise
(1994) Dead (live)
(1998)
Back From The Dead est le cinquième album studio d'Obituary. Il est sorti en 1997.
Pour la première fois depuis leurs débuts, les floridiens délaissent Scott Burns au profit de Jamie Locke. 

## Composition du groupe
- Chant : John Tardy
- Guitare : Trevor Peres
- Guitare : Allen West
- Basse : Frank Watkins
- Batterie : Donald Tardy

## Liste des chansons de l'album
1. Threatening Skies
2. By the Light
3. Inverted
4. Platonic Disease
5. Download
6. Rewind
7. Feed on the Weak
8. Lockdown
9. Pressure Point
10. Back From The Dead
11. Bullituary (Remix)